# パックマン・ディフェンス
パックマン・ディフェンス（英: Pac-Man defense）とは、敵対的買収者に抗って、被買収企業が行う対応策の一つ。逆買収とも呼ばれる。

## 概要
「パックマン」は、1980年（昭和55年）にナムコが発表し、同社が日本で、バリー＝ミッドウェイがアメリカ合衆国で発売したテレビゲーム、かつ、同ゲームにおけるキャラクターの名称である。「1980年代のミッキーマウス」と称されるほど世界的に知られた。
同ゲーム中でプレイヤーが操作するパックマンは、普段はモンスターに追われているが、パワーエサを食べると逆にモンスターを食べることが出来る。そのため、敵対的買収者をモンスター、被買収企業をパックマンに見立て、敵対的買収者に対してある時点から逆に買収をしかける被買収企業の防御（ディフェンス）の方法を「パックマン・ディフェンス」という。
| ゲーム | モンスター   | パックマン | パワーエサ                                              |
| M&A    | 敵対的買収者 | 被買収企業 | 被買収企業が敵対的買収者を 逆に買収するために必要な資金 |

被買収企業が敵対的買収者そのものを買収すれば、当該企業の買収を企図している企業の取締役を解任して、買収されるのを止めることができる。レバレッジド・バイアウト (LBO) などのように金融機関を媒介にして「小が大を食う」買収が仕掛けられた際には対抗として有効である。
この手法はパワーエサにあたる買収資金を費してまでディフェンスを行う点で、既存株主の理解が得られるのかという問題点がある。特に敵対者がほとんど実体のない上場企業（いわゆる「箱企業」）を隠れ蓑にした買収ファンドなどであった場合、防衛に多額の費用がかかる反面得られるものが殆どないことになる。
買収者が上場企業であれば証券取引所で株を集める環境が存在するが、買収者が非上場企業や個人の場合は通用しない。

## 文献情報
- 「不公正ファイナンスへの対応･不公正ファイナンスの特徴」佐々木清隆（証券取引等監視委員会事務局総務課長2010年2月24日東証メールマガジンほか）